# Дастакерт
Дастаке́рт (арм. Դաստակերտ) — город на северо-западе Сюникской области в Армении. Самый маленький по численности населения город Армении. Ранее входил в состав Сисианского района Армянской ССР.
Мэром города является Наири Филосян.

## География
Расположен на восточных склонах Зангезурского хребта у подножия горы Айри и реки Дастакерт. На высоте около 1900 м. Расстояние до Капана 127 км, до Еревана — 236 км.

## Население
Согласно Кавказскому календарю на 1912 год, в 1911 году население села Дастакирт составляло 406 человек, большинство — азербайджанцы (указаны как «татары»).
Численность населения города в разные годы:
| Год  | Человек |
| ---- | ------- |
| 1908 | 555     |
| 1922 | 358     |
| 1959 | 2.405   |
| 1976 | 3.655   |
| 2001 | 287     |
| 2011 | 323     |
| 2016 | 300     |

## Экономика
В городе расположен банк Сисианский филиал Айпост (Армпочта).
В советское время в Дастакерте действовала медно-молибденовая флотационная фабрика.